# Ganggrab von Rugkrog

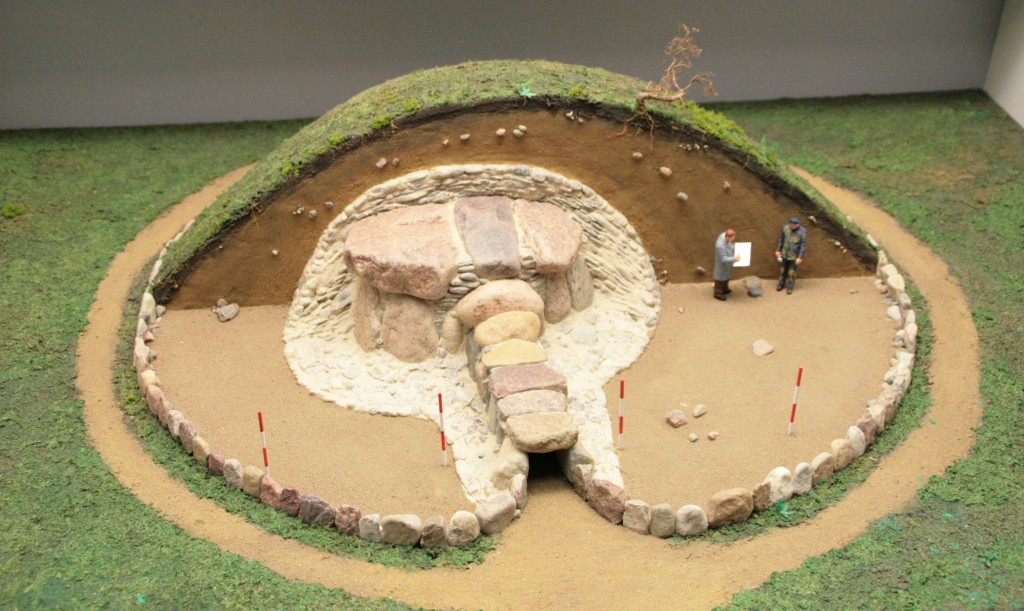
Ganggrabmodell

Das Ganggrab von Rugkrog (auch Rugkrogen genannt) liegt im Westen des Nørreskov, in Bregninge im Norden der Insel Tåsinge in der Region Syddanmark in Dänemark. Das Ganggrab stammt aus der Jungsteinzeit etwa 3500–2800 v. Chr. und ist eine Megalithanlage der Trichterbecherkultur (TBK).
Das Ganggrab (dänisch Jættestue) (Tåsinge Denkmäler Nr. 44) liegt auf abschüssigem Gelände in einem unregelmäßigen 1,5 m hohen Hügel von 15,0 m Länge mit einem Steinpflaster und Resten einer ovalen Kammer von 2,2 × 8,0 m. Ein großer Stein, möglicherweise ein Deckstein, liegt auf der Kammer. Ein ähnlicher Stein liegt auf dem Boden 1,5 m vor der Kammer. In der südöstlichen Kammerseite gibt es eine 1,2 m breite Öffnung zwischen den Tragsteinen, die der Zugang zur Kammer sein sollte, aber weder die Trag- noch die Decksteine des Ganges sind vorhanden. Es ist nichts über gemachte Funde bekannt. Um die Kammer sind mehrere Megalithen zu sehen, von denen einige in situ befindliche Randsteine des Hügels sein können.